# U-226
U-226 — средняя немецкая подводная лодка типа VIIC времён Второй мировой войны.

## История
Заказ на постройку субмарины был отдан 15 августа 1940 года. Лодка была заложена 1 августа 1941 года на верфи «Германиаверфт» в Киле под строительным номером 656, спущена на воду 18 июня 1942 года. Лодка вошла в строй 1 августа 1942 года под командованием капитан-лейтенанта Рольфа Борчерса.

### Командиры
- 1 августа 1942 года — 26 июля 1943 года: капитан-лейтенант Рольф Борчерс
- 26 июля — 6 ноября 1943 года: оберлейтенант цур зее Альбрехт Ганге

### Флотилии
- 1 августа — 31 декабря 1942 года: 5-я флотилия (учебная)
- 1 января — 6 ноября 1943 года: 6-я флотилия

### История службы
Лодка совершила 3 боевых похода. Потопила одно судно водоизмещением 7 134 брт.
Потоплена 6 ноября 1943 года в Северной атлантике к востоку от Ньюфаундленда, в районе с координатами 44°49′ с. ш. 41°13′ з. д. глубинными бомбами с британских шлюпов HMS Starling, HMS Woodcock и HMS Kite. 51 погибший (весь экипаж).

### Волчьи стаи
U-226 входила в состав следующих «волчьих стай»:
- Falke: 2 января — 22 января 1943;
- Haudegen: 22 января — 15 февраля 1943;
- Wildfang: 25 февраля — 7 марта 1943;
- Specht: 27 апреля — 4 мая 1943;
- Fink: 4 мая — 6 мая 1943.

### Атаки на лодку
- 17 апреля 1943 года эскортные корабли конвоя HX-233 атаковали лодку глубинными бомбами и нанесли ей тяжёлые повреждения. Впоследствии экипаж сумел отремонтировать лодку и продолжить патрулирование.